# 飯田雅雄
飯田 雅雄（いいだ まさお、1891年（明治24年）11月14日 - 1968年（昭和43年）9月23日）は、大日本帝国陸軍軍人。最終階級は陸軍少将。功四級。

## 経歴
1891年（明治24年）に山口県で生まれた。陸軍士官学校第24期卒業。1938年（昭和13年）3月1日に陸軍歩兵大佐進級と同時に仙台陸軍教導学校学生隊長に着任。1939年（昭和14年）1月に歩兵第4連隊留守隊長に転じ、1940年（昭和15年）4月に歩兵第213連隊長（第11軍・第33師団・第33歩兵団）に就任して日中戦争に出動。贛湘作戦に出撃し、ついで第106師団に代わって安慶に駐屯し、中原会戦などに参加した。1941年（昭和16年）3月1日に第16師団司令部附となり、4月1日に大津連隊区司令官に就任した。
1944年（昭和19年）1月7日に名古屋連隊区司令官に転じ、3月1日に陸軍少将に進級した。1945年（昭和20年）3月9日に第6独立警備隊司令官（北支那方面軍・第12軍）に就任し、中国戦線に復帰。新郷に駐屯して終戦を迎えた。
1947年（昭和22年）11月28日、公職追放仮指定を受けた。

## 親族
- 父 飯田左門（陸軍中将、雅雄は長男）[4]